# Eusterinx laevipleuris
Eusterinx laevipleuris är en stekelart som beskrevs av Förster 1871. Eusterinx laevipleuris ingår i släktet Eusterinx och familjen brokparasitsteklar. Inga underarter finns listade i Catalogue of Life.